# Iglesia de María Santísima Asunta (Sternatia)
La iglesia de Maria Santissima Assunta es la iglesia parroquial de Sternatia, en la provincia de Lecce y archidiócesis de Otranto, y forma parte del vicariato de Calimera.

## Historia
Según la tradición, en la primitiva iglesia de Sternato, de la que existen descripciones precisas en los informes de las visitas pastorales de 1538 y 1608, se albergaron los restos del conde Giulio Antonio I Acquaviva de Aragón, que cayó en 1479 luchando contra los invasores turcos. A finales del siglo XVII este lugar de culto ya era insuficiente para satisfacer las necesidades de los fieles, hasta el punto de que se formó una comisión con el objetivo de presidir la construcción de una iglesia más grande. La ceremonia de colocación de la primera piedra se celebró en 1699; el edificio se completó en 1711, mientras que el campanario se completó en 1790.
En 1864 los frescos del interior de la iglesia fueron pintados por el pintor Garganeso; la obra fue financiada por el benefactor Don Orazio Specchia.
El edificio fue restaurado en 1906; en los años setenta la iglesia parroquial sufrió una adaptación litúrgica según las normas posconciliares mediante la adición de un nuevo altar frente a la asamblea.

## Descripción

### Exterior
La fachada barroca de la iglesia, orientada al noroeste, está dividida por una hilera de cuerdas en dos registros, ambos adornados con pilastras: el orden inferior se caracteriza por el portal de entrada arquitrabado, mientras que el del medio tiene una ventana abombada y está coronado por el tímpano roto. Adosada a la iglesia parroquial se encuentra el campanario de planta cuadrada, cuya celda presenta a cada lado una ventana ojival de forma redonda y está coronada por la cúpula apoyada sobre el tambor alto.

### Interior
El interior del edificio, de planta de cruz latina, se compone de una sola nave, presidida por los brazos del crucero y las capillas laterales, introducidas por arcos de medio punto, y cuyos muros están salpicados por pilastras que rematan con capiteles ricamente decorados y que sostienen el entablamento moldeado y saliente sobre el cual se establece la bóveda de estrella; al fondo de la sala se encuentra el presbiterio, elevado por unos escalones, delimitado por balaustradas y cerrado por el retablo cuadrangular  .Aquí se conservan varias obras valiosas, entre ellas el altar de la Virgen de Constantinopla, coronado por el escudo de armas de la noble familia Granafei, el órgano de tubos, que data de 1741, y otros altares realizados por el arquitecto Emanuele Orfano.